# SM UC-74
SM UC-74 – niemiecki podwodny stawiacz min z okresu I wojny światowej, jedna z 64 zbudowanych jednostek typu UC II. Zwodowany 19 października 1916 roku w stoczni Vulcan w Hamburgu, został przyjęty do służby w Kaiserliche Marine 26 listopada 1916 roku. Przebazowany na Morze Śródziemne został nominalnie wcielony w skład Kaiserliche und Königliche Kriegsmarine pod nazwą U-93, pływając w składzie Flotylli Pola (a później II Flotylli Morza Śródziemnego). W czasie służby operacyjnej okręt odbył 10 patroli bojowych, w wyniku których zatonęło 37 statków o łącznej pojemności 92 722 BRT, a cztery statki o łącznej pojemności 13 108 BRT zostały uszkodzone. SM UC-74 został internowany 21 listopada 1918 roku u wybrzeży Hiszpanii, a po podpisaniu rozejmu w Compiègne trafił do Francji. Okręt został złomowany w 1921 roku.

## Projekt i budowa
Dokonania pierwszych niemieckich podwodnych stawiaczy min typu UC I, a także zauważone niedostatki tej konstrukcji, skłoniły dowództwo Cesarskiej Marynarki Wojennej z admirałem von Tirpitzem na czele do działań mających na celu budowę nowego, znacznie większego i doskonalszego typu okrętu podwodnego. Opracowany latem 1915 roku projekt okrętu, oznaczonego później jako typ UC II, tworzony był równolegle z projektem przybrzeżnego torpedowego okrętu podwodnego typu UB II. Głównymi zmianami w stosunku do poprzedniej serii były: instalacja wyrzutni torpedowych i działa pokładowego, zwiększenie mocy i niezawodności siłowni, oraz wzrost prędkości i zasięgu jednostki, kosztem rezygnacji z możliwości łatwego transportu kolejowego (ze względu na powiększone rozmiary).
SM UC-74 zamówiony został 12 stycznia 1916 roku jako jednostka z III serii okrętów typu UC II (numer projektu 41, nadany przez Inspektorat U-Bootów), w ramach wojennego programu rozbudowy floty . Został zbudowany w stoczni Vulcan w Hamburgu jako jeden z sześciu okrętów III serii zamówionych w tej wytwórni. UC-74 otrzymał numer stoczniowy 79 (Werk 79)  . Stępkę okrętu położono w 1916 roku , a zwodowany został 19 października 1916 roku. Koszt budowy okrętu wyniósł 2 mln 86 tys. marek.

## Dane taktyczno-techniczne
SM UC-74 był średniej wielkości przybrzeżnym okrętem podwodnym o konstrukcji dwukadłubowej. Długość całkowita wynosiła 50,45 metra, szerokość 5,22 metra i zanurzenie 3,65 metra . Wykonany ze stali kadłub sztywny miał 39,3 metra długości i 3,61 metra szerokości, a wysokość (od stępki do szczytu kiosku) wynosiła 7,46 metra . Wyporność w położeniu nawodnym wynosiła 410 ton, a w zanurzeniu 493 tony. Jednostka miała wysoki, ostry dziób przystosowany do przecinania sieci przeciwpodwodnych; do jej wnętrza prowadziły trzy luki: pierwszy przed kioskiem, drugi w kiosku, a ostatni w części rufowej, prowadzący do maszynowni . Cylindryczny kiosk miał średnicę 1,4 metra i wysokość 1,8 metra, obudowany był opływową osłoną . Okręt napędzany był na powierzchni przez dwa 6-cylindrowe, czterosuwowe silniki wysokoprężne Körting o łącznej mocy 440 kW (600 KM), a pod wodą poruszał się dzięki dwóm silnikom elektrycznym SSW o łącznej mocy 460 kW (620 KM) . Dwa wały napędowe obracały dwie śruby wykonane z brązu manganowego (o średnicy 1,9 metra i skoku 0,9 metra) . Okręt osiągał prędkość 11,8 węzła na powierzchni i 7,3 węzła w zanurzeniu . Zasięg wynosił 10 230 Mm przy prędkości 7 węzłów w położeniu nawodnym oraz 52 Mm przy prędkości 4 węzłów pod wodą . Zbiorniki mieściły 55 ton paliwa , a energia elektryczna magazynowana była w dwóch bateriach akumulatorów 26 MAS po 62 ogniwa, zlokalizowanych pod przednim i tylnym pomieszczeniem mieszkalnym załogi. Okręt miał siedem zewnętrznych zbiorników balastowych . Dopuszczalna głębokość zanurzenia wynosiła 50 metrów , a czas wykonania manewru zanurzenia 40 sekund.
Głównym uzbrojeniem okrętu było 18 min kotwicznych typu UC/200 w sześciu skośnych szybach minowych o średnicy 100 cm, usytuowanych w podwyższonej części dziobowej jeden za drugim w osi symetrii okrętu, pod kątem do tyłu (sposób stawiania – „pod siebie”). Układ ten powodował, że miny trzeba było stawiać na zaplanowanej przed rejsem głębokości, gdyż na morzu nie było do nich dostępu (co znacznie zmniejszało skuteczność okrętów). Wyposażenie uzupełniały dwie zewnętrzne wyrzutnie torped kalibru 500 mm (umiejscowione powyżej linii wodnej na dziobie, po obu stronach szybów minowych), jedna wewnętrzna wyrzutnia torped kal. 500 mm na rufie (z łącznym zapasem 7 torped) oraz umieszczone przed kioskiem działo pokładowe kal. 88 mm L/30, z zapasem amunicji wynoszącym 130 naboi . Okręt wyposażony był w dwa peryskopy Zeissa: wachtowy i bojowy oraz radiostację z podnoszonym masztem o wysokości 10 metrów. Wyposażenie uzupełniała kotwica grzybkowa o masie 272 kg .
Załoga okrętu składała się z 3 oficerów oraz 23 podoficerów i marynarzy.

## Służba

### 1916 rok
26 listopada 1916 roku SM UC-74 został przyjęty do służby w Cesarskiej Marynarce Wojennej . Dowództwo jednostki objął kpt. mar. (niem. Kapitänleutnant) Wilhelm Marschall .

### 1917 rok
Z dniem 1 lutego 1917 roku, rozkazem szefa sztabu admiralicji niemieckiej z 12 stycznia tego roku, U-Booty należące do czterech flotylli Hochseeflotte, Flotylli Flandria i Flotylli Pola rozpoczęły nieograniczoną wojnę podwodną. Po okresie szkolenia okręt otrzymał rozkaz udania się na Morze Śródziemne i w dniach 23 lutego – 17 marca odbył rejs Helgoland – Cattaro. 1 marca na północ od Irlandii U-Boot uszkodził zbudowany w 1876 roku norweski żaglowiec „Durban” o pojemności 765 BRT, płynący z ładunkiem mahoniu z Santa Cruz del Norte do Kopenhagi (na pozycji 56°15′N 10°14′W/56,250000 -10,233333, nikt nie zginął) . 8 marca w odległości 40 Mm od Cascais okręt zatrzymał i zatopił za pomocą torpedy zbudowany w 1914 roku holenderski zbiornikowiec „Ares” (3783 BRT), przewożący benzynę z Port Saidu do Rouen (na pozycji 38°12′N 10°19′W/38,200000 -10,316667) , a dwa dni później 25 Mm na południowy wschód od Malagi zatrzymał i zatopił z działa pokładowego płynący pod balastem z Malagi do Kadyksu pochodzący z 1913 roku brytyjski szkuner „James Burton Cook” o pojemności 133 BRT (obyło się bez strat w załodze) .
17 marca UC-74 wszedł w skład Flotylli Pola (niem. U-Flottille Pola) . Okręt nominalnie wcielono do K.u.K. Kriegsmarine pod nazwą U-93, jednak załoga pozostała niemiecka.
14 kwietnia okręt postawił w pobliżu Milos zagrodę minową, a nazajutrz kolejne nieopodal wysp Eubea i Andros. Tego samego dnia w odległości 26 Mm na północny wschód od Milos U-Boot storpedował płynący w eskorcie niszczyciela zbudowany w 1899 roku brytyjski transportowiec „Arcadian” o pojemności 8939 BRT, przewożący żołnierzy z Salonik do Aleksandrii. Statek zatonął na pozycji 36°50′N 24°50′E/36,833333 24,833333, a na jego pokładzie śmierć poniosło 277 osób . 19 kwietnia u wybrzeży Syrii UC-74 wystrzelił niecelną torpedę w kierunku francuskiego pancernika. 28 kwietnia okręt storpedował bez ostrzeżenia i zatopił zbudowany w 1903 roku uzbrojony brytyjski parowiec „Pontiac” (3345 BRT), płynący z Karaczi do Port Saidu. Statek zatonął ze stratą jednego członka załogi na pozycji 34°04′N 22°06′E/34,066667 22,100000, a jego kapitan, starszy mechanik i dwóch artylerzystów zostało wziętych do niewoli  . 2 maja w odległości 100 Mm na północ od Bengazi okręt zatopił zbudowany w 1911 roku włoski parowiec „Alessandria” o pojemności 8006 BRT, płynący z ładunkiem pszenicy z Karaczi do Neapolu .
24 maja UC-74 i UC-24 w eskorcie dwóch austro-węgierskich torpedowców wyszły z Cattaro na kolejny patrol, jednak o godzinie 11:25 UC-24 został storpedowany i zatopiony przez francuski okręt podwodny „Circé”. 29 maja UC-74 na pozycji 35°40′N 25°53′E/35,666667 25,883333 i zatopił płynący w konwoju z Madagaskaru do Marsylii francuski transportowiec „Yarra” (4163 BRT). Zbudowany w 1883 roku statek został storpedowany o godzinie 18:40 i zatonął 20 minut później ze stratą 16 osób . Tego dnia na północ od Krety ofiarą załogi U-Boota padły też dwa greckie żaglowce: „Aghia Tom Aghion” (30 BRT) i „Kirikos” (84 BRT)  .
10 czerwca okręt zatopił płynący z Malty do Port Saidu egipski żaglowiec „Stylianos” o pojemności 389 BRT . Nazajutrz w odległości 50 Mm na północny wschód od Marsa Susa załoga U-Boota zatrzymała i po zejściu załogi zatopiła za pomocą ładunków wybuchowych zbudowany w 1891 roku uzbrojony brytyjski parowiec „Benha” o pojemności 1878 BRT, przewożący karob z Limassol do Leith (na pozycji 33°45′N 22°40′E/33,750000 22,666667)  .
19 sierpnia na Morzu Jońskim UC-74 zatopił zbudowany w 1903 roku grecki szkuner „Aghios Georgios” (161 BRT), przewożący sól na trasie Malta – Pireus (na pozycji 36°23′N 21°44′E/36,383333 21,733333) . 24 sierpnia o godzinie 1:10 między wyspami Andros i Eubea okręt storpedował i zatopił płynący w konwoju zbudowany w 1908 roku francuski parowiec pasażerski „Parana” o pojemności 6248 BRT, przewożący żołnierzy i materiały wojenne z Marsylii do Salonik (na pokładzie śmierć poniosło siedem osób) . 30 sierpnia na wschód od Krety U-Boot zatrzymał i zatopił ogniem artyleryjskim zbudowany w 1872 roku grecki parowiec „Athinai” (988 BRT) . Następnego dnia na Morzu Egejskim okręt zatopił pochodzący z 1877 roku grecki parowiec „Eleni” o pojemności 679 BRT, przewożący ładunek tytoniu z Wolos do Aleksandrii (nikt nie zginął) .
1 września na północ od Krety U-Boot zatopił w ataku torpedowym zbudowany w 1904 roku francuski parowiec „Amiral Olry” (5567 BRT), płynący z Hawru w kierunku Azji Południowo-Wschodniej (na pozycji 35°40′N 25°47′E/35,666667 25,783333) . Dwa dni później ofiarą działalności okrętu podwodnego został grecki żaglowiec „Agios Andreas” o pojemności 68 BRT, zatopiony na Morzu Egejskim . 6 września UC-74 zatopił dwie jednostki: zbudowany w 1882 roku francuski parowiec „Ville De Strasbourg” o pojemności 2167 BRT (na pozycji 36°24′N 22°54′E/36,400000 22,900000, bez strat ludzkich)  oraz pochodzący z 1877 roku grecki bark „Agios Georgios” (897 BRT), przewożący sól z Monastiru do Pireusu (na pozycji 36°15′N 21°44′E/36,250000 21,733333) . 30 września w odległości 8 Mm na północ od Marsa Matruh okręt stoczył pojedynek artyleryjski ze zbudowanym w 1907 roku brytyjskim uzbrojonym trawlerem HMT „Charlsin” (241 BRT), który został zatrzymany i zatopiony bez strat w załodze .
6 października 15 Mm na północ od Aleksandrii UC-74 storpedował bez ostrzeżenia i zatopił zbudowany w 1902 roku uzbrojony brytyjski parowiec „Civilian” o pojemności 7871 BRT, przewożący drobnicę z Liverpoolu do Kalkuty (na pokładzie zginęły dwie osoby)  . 11 października u wybrzeży Egiptu U-Boot zatopił francuski żaglowiec „Panormitis” (59 BRT) . Trzy dni później na północ od Krety okręt storpedował bez ostrzeżenia i zatopił zbudowany w 1899 roku uzbrojony brytyjski parowiec „Semantha” o pojemności 2847 BRT, a w wyniku ataku śmierć poniosło 32 członków załogi  . 15 października na pozycji 36°13′N 24°33′E/36,216667 24,550000 ten sam los spotkał pochodzący z 1880 roku uzbrojony brytyjski parowiec „White Head” (1172 BRT), który zatonął ze stratą 23 załogantów  .
14 listopada 3 Mm na południowy wschód od Andikitiry U-Boot storpedował bez ostrzeżenia i zatopił zbudowany w 1912 roku uzbrojony brytyjski parowiec „Prophet” o pojemności 3230 BRT, przewożący węgiel i towary rządowe z Barry na Mudros (statek zatonął na pozycji 35°47′N 23°22′E/35,783333 23,366667 bez strat w załodze)  . 25 listopada jego los podzielił pochodzący z 1902 roku uzbrojony brytyjski parowiec „Ovid” (4159 BRT), przewożący towary Admiralicji z Bombaju na Morze Śródziemne, storpedowany bez ostrzeżenia i zatopiony w odległości 65 Mm na północny wschód od Sudy (na pokładzie zginęły dwie osoby)  . Trzy dni później na postawioną przez okręt podwodny minę wszedł zbudowany w 1897 roku brytyjski parowiec „Jane Radcliffe” o pojemności 4074 BRT, transportujący węgiel z Barry do Port Saidu. Statek zatonął bez strat w ludziach w odległości 2 Mm na południowy zachód od wyspy Andimilos .

### 1918 rok
Na początku 1918 roku niemieckie siły podwodne na Morzu Śródziemnym przeszły reorganizację, w wyniku której Flotylla Pola została podzielona na dwie części: I Flotylla w Poli (I. U-Flottille Mittelmeer) i II Flotylla w Cattaro (II. U-Flottille Mittelmeer), a UC-74 znalazł się w składzie tej drugiej . 15 lutego nowym dowódcą U-Boota został mianowany por. mar. (niem. Oberleutnant zur See) Hans Adalbert von der Lühe, sprawujący wcześniej komendę nad UC-20 .
4 marca na wschód od Krety UC-74 ciężko uszkodził zbudowany w 1907 roku brytyjski parowiec „Clan Graham” o pojemności 5213 BRT, płynący pod balastem z Avonmouth do Port Saidu (na pokładzie śmierć poniosły trzy osoby) . Nazajutrz na tych samych wodach okręt storpedował bez ostrzeżenia i zatopił zbudowany w 1906 roku brytyjski parowiec „Roxburgh” (4630 BRT), transportujący jęczmień z Karaczi do Salonik (w wyniku ataku zginęło sześciu załogantów)  . 10 marca na północny wschód od Krety ten sam los spotkał zbudowany w 1912 roku uzbrojony brytyjski parowiec pasażerski „Chagres” o pojemności 5288 BRT, przewożący towary rządowe z Port Saidu do Salonik (śmierć poniosła jedna osoba)  .
30 kwietnia w odległości 45 Mm od Aleksandrii UC-74 zatopił brytyjski żaglowiec „Kalliope” o pojemności 114 BRT . 1 maja na tych samych wodach okręt zatrzymał i zatopił z działa pokładowego grecki żaglowiec „Nikolaos” o pojemności 50 BRT (na pozycji 31°31′N 29°14′E/31,516667 29,233333) , a 5 maja jego los podzielił egipski żaglowiec „Sayeda” (18 BRT) . 13 maja na postawioną przez U-Boota niespełna rok wcześniej minę wszedł zbudowany w 1906 roku brytyjski uzbrojony trawler HMT „Loch Navier” (216 BRT), który zatonął na pozycji 37°50′N 24°26′E/37,833333 24,433333 ze stratą 13 członków załogi .
11 lipca 60 Mm na północ od Aleksandrii okręt zatopił zbudowany w 1875 roku hiszpański parowiec „Roberto” (910 BRT), płynący z Pireusu do Aleksandrii (obyło się bez strat w ludziach) . 26 lipca na wodach między Kretą a Kasos U-Boot storpedował zbudowany w 1901 roku francuski parowiec „Monastir” (1915 BRT), płynący z Suezu do Salonik (na pozycji 35°00′N 27°00′E/35,000000 27,000000). Ciężko uszkodzony statek został sztrandowany u wybrzeży Krety, a później został naprawiony i powrócił do służby .
7 sierpnia nowym dowódcą jednostki został por. mar. Hans Schüler, sprawujący wcześniej komendę nad UC-34 . 19 października U-Boot wyszedł z Cattaro na patrol, kierując się na wschodnią część Morza Śródziemnego. 26 października na południe od Krety okręt zatopił ogniem artylerii grecki żaglowiec „Aghios Gerasimos” o pojemności 85 BRT, płynący z Aleksandrii na Kretę (na pozycji 34°00′N 25°31′E/34,000000 25,516667) . 2 listopada UC-74 nieopodal Port Saidu storpedował bez ostrzeżenia i zatopił dwa uzbrojone brytyjskie parowce, przewożące ładunek ryżu i pistoletów: zbudowany w 1902 roku „Surada” (5324 BRT), płynący z Karaczi do Marsylii (na pozycji 31°34′N 32°21′E/31,566667 32,350000, nikt nie zginął)  oraz pochodzący z 1915 roku „Murcia” (4871 BRT), płynący z Basejn do Marsylii (na pozycji 31°26′N 32°21′E/31,433333 32,350000, śmierć poniosła jedna osoba) . Były to dwie ostatnie brytyjskie jednostki handlowe zatopione podczas I wojny światowej .
4 listopada okręt postawił nieopodal Port Saidu zagrodę składającą się z dziewięciu min i niedługo po tym na jedną z nich wszedł nowy, zbudowany w 1918 roku uzbrojony brytyjski parowiec „War Roach” (5215 BRT), płynący z ładunkiem ryżu z Basejn do Marsylii (na pozycji 31°19′N 29°48′E/31,316667 29,800000, nikt nie zginął). Uszkodzony statek sztrandowano, a w późniejszym czasie został podniesiony i naprawiony . Nazajutrz UC-74 zatopił u wybrzeży Egiptu włoski żaglowiec „Stavnos” o pojemności 38 BRT .
8 listopada, w obliczu upadku Monarchii Austro-Węgierskiej i zajęcia wszystkich portów przez aliantów, UC-74 skierował się w stronę Niemiec. W pobliżu Barcelony U-Bootowi skończyło się paliwo i 21 listopada został internowany w Hiszpanii . W myśl postanowień rozejmu w Compiègne okręt został 26 marca 1919 roku poddany Francuzom . Jednostka została zezłomowana w Tulonie w 1921 roku .

### Podsumowanie działalności bojowej
SM UC-74 odbył 10 rejsów operacyjnych, w wyniku których zatonęło 37 statków o łącznej pojemności 92 722 BRT, a cztery statki o łącznej pojemności 13 108 BRT zostały uszkodzone . Na pokładach zatopionych i uszkodzonych jednostek zginęły co najmniej 384 osoby, w tym 277 na brytyjskim transportowcu „Arcadian”  . Pełne zestawienie zadanych przez niego strat przedstawia poniższa tabela :
| Data                 | Nazwa                 | Państwo          | Tonaż       | Los jednostki |
| -------------------- | --------------------- | ---------------- | ----------- | ------------- |
| 1 marca 1917         | „Durban”              | Norwegia         | 765         | uszkodzony    |
| 8 marca 1917         | „Ares”                | Holandia         | 3783        | zatopiony     |
| 10 marca 1917        | „James Burton Cook”   | Wielka Brytania  | 133         | zatopiony     |
| 15 kwietnia 1917     | „Arcadian”            | Wielka Brytania  | 8939        | zatopiony     |
| 28 kwietnia 1917     | „Pontiac”             | Wielka Brytania  | 3345        | zatopiony     |
| 2 maja 1917          | „Alessandria”         | Włochy           | 8006        | zatopiony     |
| 29 maja 1917         | „Aghia Tom Aghion”    | Królestwo Grecji | 30          | zatopiony     |
| 29 maja 1917         | „Kirikos”             | Królestwo Grecji | 84          | zatopiony     |
| 29 maja 1917         | „Yarra”               | Francja          | 4163        | zatopiony     |
| 10 czerwca 1917      | „Stylianos”           | Sułtanat Egiptu  | 389         | zatopiony     |
| 11 czerwca 1917      | „Benha”               | Wielka Brytania  | 1878        | zatopiony     |
| 19 sierpnia 1917     | „Aghios Georgios”     | Królestwo Grecji | 161         | zatopiony     |
| 24 sierpnia 1917     | „Parana”              | Francja          | 6248        | zatopiony     |
| 30 sierpnia 1917     | „Athinai”             | Królestwo Grecji | 988         | zatopiony     |
| 31 sierpnia 1917     | „Eleni”               | Królestwo Grecji | 679         | zatopiony     |
| 1 września 1917      | „Amiral Olry”         | Francja          | 5567        | zatopiony     |
| 3 września 1917      | „Agios Andreas”       | Królestwo Grecji | 68          | zatopiony     |
| 6 września 1917      | „Ville De Strasbourg” | Francja          | 2167        | zatopiony     |
| 6 września 1917      | „Aghios Georgios”     | Królestwo Grecji | 897         | zatopiony     |
| 30 września 1917     | HMT „Charlsin”        | Royal Navy       | 241         | zatopiony     |
| 6 października 1917  | „Civilian”            | Wielka Brytania  | 7871        | zatopiony     |
| 11 października 1917 | „Panormitis”          | Francja          | 59          | zatopiony     |
| 14 października 1917 | „Semantha”            | Wielka Brytania  | 2847        | zatopiony     |
| 15 października 1917 | „White Head”          | Wielka Brytania  | 1172        | zatopiony     |
| 14 listopada 1917    | „Prophet”             | Wielka Brytania  | 3230        | zatopiony     |
| 25 listopada 1917    | „Ovid”                | Wielka Brytania  | 4159        | zatopiony     |
| 28 listopada 1917    | „Jane Radcliffe”      | Wielka Brytania  | 4074        | zatopiony     |
| 4 marca 1918         | „Clan Graham”         | Wielka Brytania  | 5213        | uszkodzony    |
| 5 marca 1918         | „Roxburgh”            | Wielka Brytania  | 4630        | zatopiony     |
| 10 marca 1918        | „Chagres”             | Wielka Brytania  | 5288        | zatopiony     |
| 30 kwietnia 1918     | „Kalliope”            | Wielka Brytania  | 114         | zatopiony     |
| 1 maja 1918          | „Nikolaos”            | Królestwo Grecji | 50          | zatopiony     |
| 5 maja 1918          | „Sayeda”              | Sułtanat Egiptu  | 18          | zatopiony     |
| 13 maja 1918         | HMT „Loch Navier”     | Royal Navy       | 216         | zatopiony     |
| 11 lipca 1918        | „Roberto”             | Hiszpania        | 910         | zatopiony     |
| 26 lipca 1918        | „Monastir”            | Francja          | 1915        | uszkodzony    |
| 23 października 1918 | „Aghios Gerasimos”    | Królestwo Grecji | 85          | zatopiony     |
| 2 listopada 1918     | „Murcia”              | Wielka Brytania  | 4871        | zatopiony     |
| 2 listopada 1918     | „Surada”              | Wielka Brytania  | 5324        | zatopiony     |
| 4 listopada 1918     | „War Roach”           | Wielka Brytania  | 5215        | uszkodzony    |
| 5 listopada 1918     | „Stavnos”             | Włochy           | 38          | zatopiony     |
| RAZEM                | RAZEM                 | zatopione:       | zatopione:  | 37            |
| RAZEM                | RAZEM                 | uszkodzone:      | uszkodzone: | 4             |